# Stictalia notata
Stictalia notata är en skalbaggsart som först beskrevs av Mäklin 1852.  Stictalia notata ingår i släktet Stictalia och familjen kortvingar. Inga underarter finns listade i Catalogue of Life.